# Vincent Estorc
Vincent Estorc (ur. 11 listopada 1982) – francuski narciarz dowolny. Nie startował na mistrzostwach świata ani na igrzyskach olimpijskich. W Pucharze Świata zadebiutował 22 listopada 2003 roku w Saas-Fee, gdzie zajął drugie miejsce w halfpipe’ie. Tym samym już w swoim debiucie nie tylko wywalczył pierwsze pucharowe punkty, ale od razu stanął na podium. W zawodach tych rozdzielił swych rodaków: Mathiasa Wecxsteena i Arnauda Rougiera. Najlepsze wyniki w Pucharze Świata osiągnął w sezonie 2003/2004, kiedy to zajął piąte miejsce w klasyfikacji generalnej, a w klasyfikacji halfpipe’a był trzeci.

## Osiągnięcia

### Miejsca w klasyfikacji generalnej
- sezon 2003/2004: 5.

### Miejsca na podium
1. Saas-Fee – 22 listopada 2003 (halfpipe) – 2. miejsce
2. Contamines – 8 marca 2004 (halfpipe) – 3. miejsce